# Bijelo Bučje (Teslić)
Bijelo Bučje (szerbül: Бијело Бучје), település Bosznia-Hercegovinában, a Szerb Köztársaságban, Teslić községben.

## Fekvése
A település Bosznia-Hercegovina középső részének északi szélén, Dobojtól légvonalban 44, közúton 64 km-re délnyugatra, községközpontjától légvonalban 22, közúton 37 km-re délnyugatra, a Vučja-hegységben és a Velika Usora déli partján 350-1350 méteres magasságban található. Két településrészből áll: Gornje Bijelo Bučje és Donje Bijelo Bučje. Gornje Bijelo Bučje magasan a Vučje-hegység lejtőin található, de mára a lakosság nagy része elköltözött onnan. A Donje Bijelo Bučje a Žiraja-folyó alsó folyásánál található, különösen annak a Velika Usorával való összefolyásánál élnek sokan. A településen átfolyik a Žiraja-patak, melyen vizierőmű építését tervezik.

## Népessége
| Nemzetiségi csoport | Népesség 1991 | Népesség 2013 |
| ------------------- | ------------- | ------------- |
| Szerb               | 1630          | 508           |
| Bosnyák             | 0             | 0             |
| Horvát              | 0             | 0             |
| Jugoszláv           | 4             | 0             |
| Egyéb               | 8             | 0             |
| Összesen            | 1642          | 508           |

## Története
A szerb lakosságú település 1878-ig tartozott az Oszmán Birodalomhoz, ekkor a berlini kongresszus határozata alapján az Osztrák-Magyar Monarchia része lett. 1879-ben az első osztrák-magyar népszámlálás során a Tešanji járáshoz és Komušina községhez tartozó településnek 30 háztartása és 373 ortodox szerb lakosa volt. 1910-ben a Tesanji járáshoz tartozó településen 51 háztartást és 651 ortodox lakost találtak. A monarchia szétesésével 1918-ban előbb a Szerb-Horvát-Szlovén Királyság, majd 1929-től a Jugoszláv Királyság része lett. Az 1929-es törvény értelmében, amikor Bosznia-Hercegovinát négy banovinára, Drinskára, Vrbaskára, Zetskára és Primorskára osztották, a település a Vrbaska banovina része lett, amelynek székhelye Banja Luka volt.
Jugoszlávia megszállása után a Független Horvát Állam (NDH) része lett. A második világháború után 1992-ig a település a szocialista Jugoszlávia keretében a Bosznia-Hercegovinai Népköztársaság része volt. A boszniai háborút lezáró daytoni békeszerződést követő területfelosztásnál a Szerb Köztársaság területéhez került.

## Nevezetességei
- Gornji Bijelo Bučjéban áll a Szent Nedjelja nagymártír tiszteletére szentelt ortodox kápolna, mellette pedig az ezen a területen elesett VRS-harcosok emlékműve épült.

- Gornji Bijelo Bučjében van egy hegyi menedékház, amelyet a Teslići Adrenalin PD kezel. Az épületben egykor elemi iskola működött.